# Christine Muzio
Christine Carmen Marie Muzio (ur. 10 maja 1951 w Creil, zm. 29 listopada 2018 w Sèvres) – francuska florecistka, dwukrotna medalistka olimpijska.
Znalazła się w składzie francuskich florecistek na igrzyska olimpijskie w Monachium w 1972 roku, jednak ostatecznie nie wystartowała. Na rozgrywanych cztery lata później igrzyskach olimpijskich w Montrealu wspólnie z Brigitte Latrille, Brigitte Gapais-Dumont, Véronique Trinquet i Claudette Herbster-Josland zdobyła drużynowo srebrny medal. Brała też udział w igrzyskach olimpijskich w Moskwie w 1980 roku, gdzie reprezentacja Francji w składzie: Pascale Trinquet, Brigitte Latrille-Gaudin, Christine Muzio, Isabelle Boéri-Bégard i Véronique Brouquier zdobyła złoty medal. Na żadnej z tych imprez nie startowała w rywalizacji indywidualnej. 
Nie zdobyła medalu mistrzostw świata.
W 1977 roku zdobyła indywidualne mistrzostwo Francji.